# József Lévay

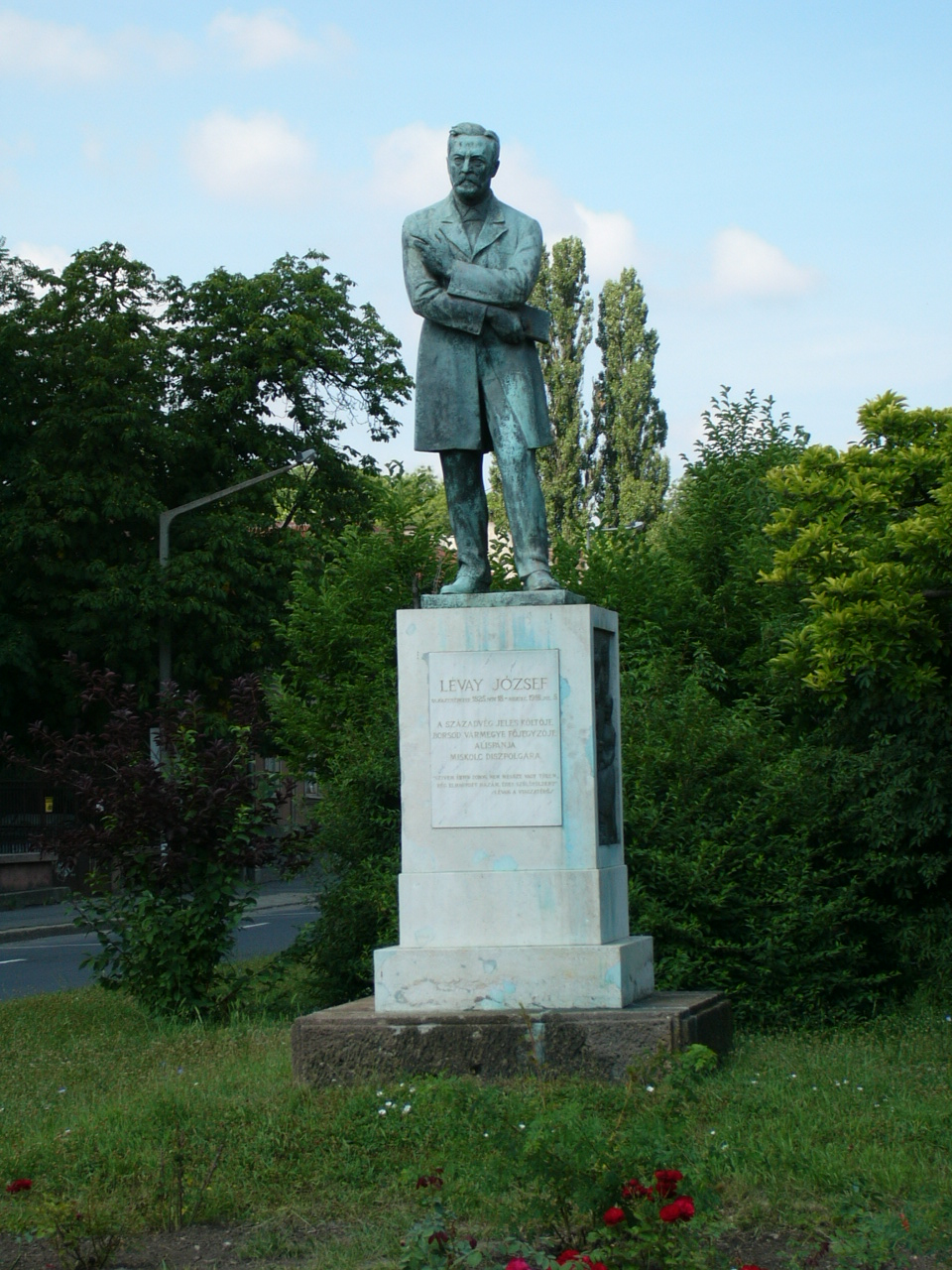
József Lévay

József Lévay, född 18 november 1825 i Sajószentpéter, död 4 juli 1918 i Miskolc, var en ungersk lyriker. 
I sitt språk var Lévay folkligt enkel och lade stor vikt vid formfulländning. Särskilt berömda är de av hans dikter, som skrevs vid hög ålder. Hans första diktverk, Lévay József költeményei, utkom 1852, hans sista, A Muzsa búcsúja, Min musas avsked) 1909. Han översatte en del stycken av William Shakespeare och Molière samt Robert Burns samtliga dikter (Budapest, 1892), med vilkens diktkonst Lévays har mycket gemensamt. Han var från 1862 medlem av Kisfaludysällskapet och från 1863 medlem av Ungerska akademien (Magyar Tudományos Akadémia).